# Porto Rico aux Jeux olympiques d'hiver de 2002
Porto Rico participe aux Jeux olympiques d'hiver de 2002, organisés à Salt Lake City aux États-Unis. Ce pays prend part à ses sixièmes Jeux olympiques d'hiver. Deux bobeurs prennent part à la manifestation mais ceux-ci ne participeront pas à l'épreuve, le CNO portoricain ayant des doutes sur la nationalité d'un athlète.
Pour concourir, le comité stipule que l'athlète doit :
- soit être né à Puerto Rico
- soit avoir au moins un parent portoricain
- soit être marié à une Portoricaine
- soit avoir vécu à Porto Rico pendant au moins trois ans.

Michael González ne prouvant justifier ces raisons, le président du comité Héctor Cardona a choisi de disqualifier l'équipe. 

## Athlètes engagés

### Bobsleigh
| Bob   | Athlètes                         | Épreuve    | Manche 1 | Manche 1 | Manche 2 | Manche 2 | Manche 3 | Manche 3 | Manche 4 | Manche 4 | Total | Total |
| Bob   | Athlètes                         | Épreuve    | Temps    | Rang     | Temps    | Rang     | Temps    | Rang     | Temps    | Rang     | Temps | Rang  |
| ----- | -------------------------------- | ---------- | -------- | -------- | -------- | -------- | -------- | -------- | -------- | -------- | ----- | ----- |
| PUR-1 | Michael Gonzales Manuel Repollet | Bob à deux | DNS      | -        | -        | –        | –        | –        | –        | –        | DNS   | –     |